# Micromecenazgo
El micromecenazgo o financiamiento colectivo (proveniente de su nombre en inglés, crowdfunding) es un mecanismo colaborativo de financiación de proyectos desarrollado sobre la base de las nuevas tecnologías. Prescinde de la tradicional intermediación financiera y consiste en poner en contacto a promotores de proyectos que demandan fondos mediante la emisión de valores y participaciones sociales o mediante la solicitud de préstamos, con inversores u ofertantes de fondos que buscan en la inversión un rendimiento. En dicha actividad sobresalen dos características: la unión masiva de inversores que financian con cantidades reducidas pequeños proyectos de alto potencial y el carácter arriesgado de dicha inversión.
En términos generales, el micromecenazgo consiste en la difusión pública, por parte de la persona que busca financiación, de la causa o negocio por el que brega, y la financiación mancomunada por parte de prestamistas independientes que simplemente simpatizan con la causa, o persiguen un crédito ofrecido por el prestatario. Dado que gran parte del éxito de esta forma de financiación descansa en la publicidad que se da al proyecto, las plataformas de financiación colectiva más importantes en la actualidad tienen soporte en Internet, por su alcance multitudinario y su bajo costo comparativo.
El micromecenaje puede ser usado para muchos propósitos, desde artistas buscando apoyo de sus seguidores, campañas políticas, financiación de deudas, vivienda, escuelas, dispensarios y hasta el nacimiento de compañías o pequeños negocios.

## Otros nombres
El término proviene del inglés crowdfunding, que se traduce al español como financiación de masas. El micromecenazgo también recibe los siguientes nombres: micromecenaje, financiación masiva, financiación en masa o por suscripción, cuestación popular, financiación colectiva y microfinanciación colectiva.
El micromecenazgo en España recibe formal y legalmente el nombre de plataformas de financiación participativa, regulado por el Título V de la Ley 5/2015, de 27 de abril, de fomento de la financiación empresarial.

## Historia
El criterio del micromecenazgo tiene como precedentes las donaciones. Pero este término se está renovando gracias a la atención que ha recibido por parte de comerciantes y empresarios ahora que las redes sociales, las comunidades en línea y las tecnologías de micro pagos hacen que sea mucho más sencillo y seguro obtener las donaciones de un grupo de personas interesadas a un precio muy bajo.
Uno de los pioneros del micromecenazgo en la industria de la música ha sido el grupo británico de rock Marillion. En 1997, los fanes estadounidenses financiaron su gira por EE. UU. —cuyo costo fue de 60 000 dólares— gracias a sus donaciones y a raíz de una campaña del grupo por internet.
En 1989, 8 años antes de la gira de Marillion, en España el grupo Extremoduro financió su primer disco de este modo.
(...) se nos ocurrió una locura que fue empezar a vender el disco antes de hacerle, ¿no?, pa' sacar perras pa' hacerle (...) Entonces, con eso sacamos 250 000 pesetas y con eso nos vinimos a Madrid a un estudio a grabarlo.
El uso del método del micromecenaje en la industria cinematográfica se remonta al año 2004, cuando los productores franceses Guillaume Colboc y Pommmeraud Benjamin lanzaron una campaña de donaciones por internet para financiar su película Demain la Veille (Lugar para ayer). En tan solo 3 semanas lograron una financiación de aproximadamente 60 000 euros lo que les permitió rodar su película. En España la primera película fue O Apóstolo, multipremiada cinta de animación de Fernando Cortizo, que vendía en 2007 participaciones por 30 €. Uno de los casos más conocido del uso de la financiación en masa es el de la financiación del largometraje El Cosmonauta  que utilizó este método de financiación con donaciones de los usuarios desde 2 euros y que obtenían como recompensa aparecer en los créditos de la película. Otros ejemplos son el largometraje Operasiones espesiales, del director Paco Soto, o el mediometraje Los amores difíciles de la ganadora de un Goya Lucina Gil que financió parte de la película gracias a la aportación de inversores de la primera empresa de micromecenazgo española. Este primer proyecto cultural español en ser financiado mediante micromecenazgo ha sido elegido como candidata a los premios Goya 2013. En Latinoamérica uno de los primeros casos es el documental creativo Durazno, que además fue producido ecológicamente.
Además de películas y música, por medio del micromecenazgo se han podido desarrollar otras actividades culturales, ya sean espectáculos, edición de libros, como La historia moderna de Palestina, etc.
En el año 2016,
(...)Según el estudio realizado por Universo Crowdfunding, en colaboración con la Universidad Complutense de Madrid Financiación participativa (Crowdfunding) en España, informe anual 2016, el Crowdfunding recaudó en España 73 172 388 € en 2016, un 145,03 % más que en 2015.

## Definiciones relacionadas
Algunas opiniones dicen que el micromecenazgo no incluye inversiones, y sólo incluye donaciones, y que éstas no tienen una recompensa económica. Hay otras opiniones que dicen que el micromecenazgo puede limitarse a la puesta en común de recursos con el fin de iniciar proyectos.
La mayoría de las plataformas de financiación contienen un mecanismo de seguridad, ya que si el objetivo económico del proyecto no es alcanzado en el plazo requerido las donaciones no son cobradas a los inversores. Este sistema fue bautizado como pledges. Sin embargo, otras utilizan un sistema en el que el público apoya directamente la labor de los demás, haciendo donaciones a través de internet.

## Aplicaciones
Esta forma de financiación en masa está siendo utilizada por todo tipo de sectores y proyectos como blogs, periódicos, música, cine independiente, etc.
Atendiendo a lo que se pretende financiar, algunos de los tipos de crowdfunding son los siguientes:
- Micromecenazgo empresarial: Se busca financiación para una idea de negocio o empresa.

- Micromecenazgo solidario: Se pretende recaudar financiación para una causa benéfica. (ONGs, asociaciones, protectoras de animales...).

- Micromecenazgo musical: Creado por grupos o artistas para financiar discos, videoclips...

- Micromecenazgo personal: Ocurre cuando un grupo de personas financian gastos compartidos (Regalos en grupo, viajes, fiestas...).

- Micromecenazgo médico: Ocurre cuando una persona busca capital para asumir gastos médicos al margen de una aseguradora.

## Recompensas al usuario que realiza una donación
Un empresario o creativo que busca utilizar la financiación en masa por lo general hace uso de las pequeñas donaciones que hacen los usuarios a través de la red. Y puede plantearse entregar recompensas a los usuarios que realicen donativos:
- Se puede obtener algún tipo de recompensa relacionada con el proyecto que se va a realizar.
- La recompensa también puede estar enfocada a la promoción de la persona que realiza el donativo.

## Micromecenazgo especializado
Actualmente, existen cinco modelos de micromecenaje:
- Basados en donaciones: Quienes hacen aportaciones monetarias no esperan beneficios de la transacción.
- Basados en recompensas:  Quienes hacen aportaciones monetarias esperan una recompensa a cambio de su contribución.
- Basados en acciones: Se invierte en masa en una empresa y se recibe acciones o participaciones de la misma.
- Basados en préstamos:[20] Se financia en masa (con préstamos o créditos) a una empresa a cambio de un tipo de interés[21]  (Véase Crowdlending).
- Basados en royalties: Se invierte en un proyecto o empresa y se espera una parte simbólica de los beneficios.

Tras el éxito de grandes plataformas de micromecenazgo comenzaron a desarrollarse plataformas de ámbito especializado, por sectores industriales o áreas culturales, como música, cine, investigación o educación.
Es exponencialmente llamativo el crecimiento de la microfinanciación en la industria musical.

## Ventajas y desventajas
Lo mejor de todo es que no es necesario que una sola persona aporte todo el dinero que se necesita, ya que este se irá acumulando a partir de pequeñas aportaciones. Mientras se da a conocer el proyecto que busca financiación, puede llegar a conseguir potenciales clientes de cara al momento al que se lance, e incluso una buena publicidad. Pero lo cierto es que esta es una forma de poder llevar a cabo ideas empresariales con mucho potencial e interés que no podrían llegar ni siquiera a conocerse ni lanzarse de otra forma. Ha habido grandes proyectos basados en ello, muchas de ellas basándose en algo muy pequeño que ha sabido crecer.
Otra cosa que se consigue es obtener los primeros compradores, que son los inversores, los cuales pueden llegar a ser muy fieles al proyecto e incluso darlo a conocer a otras personas. Si alguien se interesa por invertir en un producto o servicio es porque cree en él. Permite hacerse una idea de las posibilidades de éxito cuando sea lanzada la idea empresarial. Basta con tener una buena idea, porque del dinero se encargan los inversores. Obviamente, se va a trabajar por conseguir que el proyecto tenga éxito, pero si no lo tiene no se ha perdido nada ni se han generado grandes deudas. No se depende de otra persona, se tiene un control del propio proyecto, se conocerá el alcance que podría tener e incluso se puede vender el producto antes de que se cree.
Los defensores de los métodos de financiación masiva argumentan que permite a las ideas creativas que no encajan en los patrones requeridos por las financieras convencionales obtener dinero en efectivo a través del apoyo y la solidaridad de grandes grupos de personas. Aparte de obtener financiación se obtienen potenciales clientes gracias al boca a boca.
Una desventaja es el requisito de divulgación del proyecto cuando aún se encuentra en fase muy temprana, y esto expone al promotor a que su idea sea copiada por otras empresas. 
Otro de los inconvenientes de esta forma de financiación es que hay pocas personas o empresas dispuestas a invertir en estos proyectos, ya que se encuentran en fases muy tempranas y podrían tener éxito como no.